# Cowthorpe
Cowthorpe – wieś w Anglii, w hrabstwie North Yorkshire, w dystrykcie (unitary authority) North Yorkshire. Leży 18 km na zachód od miasta York i 286 km na północ od Londynu.